# Omloop Het Volk 1985
L'Omloop Het Volk 1985, quarantesima edizione della corsa, si svolse il 2 marzo per un percorso di 223 km, con partenza ed arrivo a Sint-Amandsberg. Fu vinto dal belga Eddy Planckaert della squadra Panasonic, che bissò il successo dell'anno precedente, davanti all'olandese Jacques Hanegraaf e all'altro belga Jef Lieckens.

## Ordine d'arrivo (Top 10)
| Pos. | Corridore             | Squadra           | Tempo    |
| ---- | --------------------- | ----------------- | -------- |
| 1    | Eddy Planckaert       | Panasonic         | 6h03'00" |
| 2    | Jacques Hanegraaf     | Kwantum Hallen    | s.t.     |
| 3    | Jef Lieckens          | Lotto-Eddy Merckx | a 38"    |
| 4    | Greg LeMond           | La Vie Claire     | s.t.     |
| 5    | Adrie van der Poel    | Kwantum Hallen    | s.t.     |
| 6    | Luc Colijn            | Safir-Van De Ven  | a 3'04"  |
| 7    | Walter Planckaert     | Panasonic         | s.t.     |
| 8    | Jan Bogaert           | Verandalux-Dries  | s.t.     |
| 9    | Étienne De Wilde      | Safir-Van De Ven  | s.t.     |
| 10   | Adrie van Houwelingen | Verandalux-Dries  | s.t.     |